# Vitalij Kličko
Vitalij Kličko (ukrajinsky Віта́лій Володи́мирович Кличко́, českým přepisem Vitalij Volodymyrovyč Klyčko, často uváděn jen jako Vitali Kličko; * 19. července 1971 Bělovodsk blízko Biškeku, Kyrgyzská SSR) je ukrajinský politik, od roku 2014 starosta Kyjeva a bývalý boxer.
Jedná se o staršího bratra Vladimira Klička, taktéž boxera, který do 24. listopadu 2015 vlastnil tři hlavní pásy těžké váhy – WBA super, WBO a IBF + méně prestižní pás IBO. Bratři jako děti prožili několik let (1980–1985) v Československu v Mimoni, kde chodili do místní školy určené dětem sovětských okupačních důstojníků, dnes Gymnázium Mimoň.
Mezi boxery má přezdívku Dr. Iron Fist („Doktor železná pěst“).

## Kickbox
- 1992 Poražen ve finále mistrovství Evropy knockoutem od Angličana Pelé Reida
- 1993 porazil v Japonském smíšeném boji Rjúši Janagisawu podle zvláštních pravidel bez nízkých kopů
- 1994 porazil ve druhém kole KO Richarda Vince, který byl do té doby držitelem titulu ISKA

## Amatérská kariéra
Kličko drží v amatérském ringu bilanci 195 vítězství, z toho 80 knockoutů a jen 15 proher.
Úspěchy:
- 1994 Světový šampionát: Thajsko – Bangkok

Výhra v 5. kole s Young Hyu Ahnem (Jižní Korea) Prohra na body 9:10 se Svilenem Rusinovem (Bulharsko)
- 1995 Světový vojenský šampionát – Tunisko (Stříbro)

Prohra ve finále s Alexeiem Lezinem (Rusko) na body 1:10
- 1995 Světový šampionát: Německo – Berlín (Stříbro)

Výhra ve 2. kole nad Gitasem Juskeviciusem (Litva)
Výhra ve 2. kole nad Attilou Levinem (Švédsko) 
Výhra na body 6:5 s Renem Monsesem (Německo)
Prohra ve finále s Alexeiem Lezinem (Rusko) na body 3:12
- 1995 Světový vojenský šampionát – Itálie (Zlato)

Výhra v 1. kole nad Kennethem Horsleyem (USA)
Výhra v 1. kole nad Svilenem Rusinovem (Bulharsko)
Výhra ve finále s Alexejem Lezinem (Rusko) na body 10:6

## Profesionální kariéra
- Vitalij Kličko započal svou úspěšnou boxerskou kariéru mezi profesionály 16. listopadu 1996 výhrou ve druhém kole knockoutem Američana Tony Bradhama.

- Dne 2. května 1998 Získal Kličko svůj první pás mezi profesionály a to Interkontinentální titul organizace WBO, když v pátém kole technickým KO ukončil duel s Američanem Dickem Ryanem.

- Dne 24. října 1998 připravil o Evropský titul EBU Němce Maria Schiessera, kterého porazil TKO již ve druhém kole. Tento titul následně úspěšně dvakrát obhájil (Ismael Youla a Francesco Spinelli)

- Dne 26. června 1999 se do ringu postavil ke svému prvnímu titulovému zápasu proti dosavadnímu šampiónovi WBO Herbiemu Hidovi, zápas měl nečekaně rychlý průběh, Kličko soupeře knockoutoval již ve druhém kole, a stal se tak mistrem světa organizace WBO. Mistrovský titul 2× úspěšně obhajil proti Edu Mohanemu a Obedu Sullivanovi. Obě obhajoby skončily před časovým limitem.

- Dne 1. dubna 2000 se postavil do ringu ke své třetí obhajobě mistra světa WBO na německé půdě proti Chrisu Byrdovi z USA, zápas mu ale nevyšel, v 9. kole byl zastaven a ukončen pro Kličkovo zranění ramene. O pás tak přišel. Ještě téhož roku ale proti Timo Hoffmannovi získal zpět Evropský pás EBU a proti Orlinu Norrisovi i Interkontinentální pás WBA.

- Dne 21. června 2003 se zúčastnil souboje se světovým šampionem Lennoxem Lewisem o tituly WBC a IBO. Těsný duel lékař nechal ukončit v 6. kole kvůli zranění Kličkova obličeje, a Lewisovi tak přiřkl vítězství TKO. Ve chvíli ukončení zápasu vedl Kličko shodně u všech bodových rozhodčích 58:56.

- Dne 24. dubna 2004 dostal Kličko další příležitost získat titul mistra světa, tentokrát organizace WBC proti přemožiteli svého bratra Corrie Sandersovi. Kličko celý zápas určoval tempo a v osmém kole se radoval z vítězství a nového titulu, o který už nepřišel do ukončení své kariéry 8. září 2012. Do té doby tento titul obhájil celkem 11×, a to v pořadí: 11. prosince 2004 – Danny Williams, poté na 4 roky přerušil ze zdravotních důvodu kariéru. Pokračoval 11. října 2008 – Samuel Peter, 21. března 2009 Juan Carlos Gomez, 26. září 2009 Chris Arreola, 12. prosince 2009 Kevin Johnson, 29. května 2010 Albert Sosnowski, 16. října 2010 Shannon Briggs, 19. března 2011 Odlanier Solis, 10. září 2011 Tomasz Adamek, 18. únor 2012 Dereck Chisora a 8. září 2012 Manuel Charr.

- Po ukončení kariéry mu tehdejší prezident organizace WBC José Sulaimán udělil status čestného šampióna, což znamená, že v případě návratu do ringu by se mohl o tento titul ihned utkat.

## Politická kariéra

Kličko, Porošenko, Tjahnybok a náměstek amerického ministra zahraničí William Burns krátce po svržení vlády Viktora Janukovyče, 25. února 2014

Je vůdcem politické strany Ukrajinská demokratická aliance za reformy ÚDER (UDAR) ukrajinsky Український Демократичний Альянс за Реформи - УДАР»), která v parlamentních volbách na Ukrajině v roce 2012 získala 14 % hlasů a umístila se na třetím místě.
V roce 2013 se stal jednou z hlavních tváří protestů „Euromajdan“. Po úspěšném prozápadním převratu v Kyjevě a zhoršení vztahů s Ruskem v souvislosti s krymskou krizí vyzval ukrajinský parlament k mobilizaci armády.
V roce 2014 Kličko vzdal kandidaturu na ukrajinského prezidenta, ve které podpořil pozdějšího vítěze, podnikatele Petra Porošenka. Sám nakonec kandidoval na starostu Kyjeva, ve volbě hladce vyhrál, a to ziskem 57 % hlasů.
Jako starosta (navzdory své rodinné historii - dědeček byl sovětský milicionář, otec sovětský důstojník, mnoho příbuzných bylo zavražděných během nacistické okupace) podporuje ultranacionalistické akce, za pochod k 78. výročí založení ukrajinské divize SS Galičina se však už musel omlouvat poté, co nevoli vyjádřil zejména Izrael. Další akce od nichž musel ustoupit po mezinárodním tlaku (opět zejména z Izraele a od židovských organizací) byla iniciativa pojmenovat jednu z ulic v Kyjevě po Volodymyru Kubijovičovi (válečný zločinec zapojený do budování SS divize Galičina), či záměr umístit v Kyjevě "kamen zmizelých" Volodymyru Bagazijimu (říjen 1941 - únor 1942 kolaborantský starosta Kyjeva, osobně se účastnil stovek poprav židů, odbojářů a válečných zajatců v Babím Jaru; později jako ukrajinský nacionalista popraven tamtéž). 

## Osobní život
Kličko se narodil v Kyrgyzstánu v rodině sovětského generála. Je ženatý a má tři děti. Jedno z dětí pojmenoval Max po německém boxerovi Maxu Schmelingovi. Střídavě žije na Ukrajině a v Německu. Kličko se přátelí s ruským šachovým mistrem Vladimirem Kramnikem. Kličkův otec Vladimir Rodionovič Kličko (1947–2011) byl generálmajor sovětského letectva a sovětský vojenský atašé ve východním Německu. Vladimírova matka byla Židovka a sám Vitalijův otec byl pojmenován po svém Němci zavražděném prvorozeném bratrovi. Část Vitaliho rodiny zemřela během hladomoru, zatímco jeho pradědeček a rodinní příslušníci z ženské linie jeho matky zemřeli během holocaustu.
Bratři Kličkové žili jako děti v letech 1980 až 1985 v Československu, kde byl jejich otec umístěn u sovětských okupačních sil. Navštěvovali školu určenou pro děti sovětských vojáků ve městě Mimoň v severních Čechách .
Starší Kličko byl také jedním z velitelů odpovědných za odstraňování následků jaderné katastrofy v Černobylu v roce 1986 a poté mu byla diagnostikována rakovina. Jeho matka je Naděžda Uljanovna.
Kličko jako mladý muž pracoval v Kyjevské automatizační továrně jako nástrojař.
Mykola Chynchyn, předseda hlavního vyšetřovacího odboru Ministerstva vnitra Ukrajiny za prezidenta Viktora Janukovyče, obvinil Klička, že v 90. letech pracoval jako vymahač dluhů pro mafiánského bosse Viktora Rybalka. Kličko vehementně popírá spojení s Rybalkem (po popravě "Rybky" Kličko rychle ukončil i dosavadní desetiletou spolupráci s německým boxerským promotérem). Stejné obvinění padlo i z úst bývalého ukrajinského ministerského předsedy Azarova, který se údajně s oběma profesně setkal v době, kdy pracoval ve výboru pro boj s organizovaným zločinem. Na spojení Vitalije Klička s organizovaným zločinem však poukazují i pozdější zdroje, např. v r. 2019 (VK už pátým rokem kyjevským starostou) se účastnil narozeninového večírku Anatolije Miljavského označovaného za kmotra ukrajinské mafie.
Kličko a Natalia Egorova, bývalá atletka a modelka, se vzali 26. dubna 1996. Mají tři děti. Dne 15. srpna 2022 Vitalij oznámil, že se s Natalií rozvádějí.